# Niccolò III d'Este
Niccolò III d'Este, född 1383, död 1441, var en italiensk monark. Han var regerande markis av Ferrara mellan 1393 och 1441. 